# Manuel Almunia Rivero
Manuel Almunia Rivero (Pamplona, 19 de maig del 1977) és un exfutbolista professional navarrès.

## Biografia

### Osasuna i Sabadell
El seu primer equip va ser el CA Osasuna. Allí va debutar amb el filial en la temporada 97/98, en la qual va disputar un total de 31 partits. La xifra va disminuir un any després, passant a disputar tan sols 13. En la 99/00 Almunia va formar part de la plantilla del primer equip navarrès, malgrat que no va disputar cap partit. Precisament per aquest fet va ser cedit en la 00/01 al CE Sabadell, on va fargar una temporada espectacular. Malgrat començar de suplent, va acabar imposant-se i jugant un total de 25, suficients per a ser el Zamora dels quatre grups de Segona B i disputar la fase d'ascens a Segona A, encara que el seu equip no aconseguí l'ascens.

### Celta i Éibar
Arran d'aquesta gran temporada, aprofitant que a causa de la seva cessió no tenia contracte professional, Manuel Almunia abandonà l'any 2001 l'CA Osasuna per a anar-se'n al Celta de Vigo, sense haver de pagar per la seva sortida del club, circumstància per la qual el jugador no és molt apreciat en el seu club d'origen. No obstant això Almunia va ser cedit a la SD Eibar, de Segona Divisió, on aconsegueix guanyar el trofeu Zamora per segon any consecutiu, aquesta vegada en la categoria de plata.

### Recreativo
Aquestes dues grans temporades del meta navarrès feren que Almunia pogués gaudir dels seus primers partits en la categoria d'or, encara que no amb el conjunt celeste, sinó que de nou va ser cedit, aquesta vegada al Recreativo de Huelva. Amb els andalusos, la progressió d'Almunia es va estancar, ja que no va gaudir de molts minuts (tan sols dos partits de lliga i alguns de Copa del Rei).

### Albacete
La temporada 2003/04 Almunia recala en l'Albacete Balompié, on igual que en el Sabadell i Recreatiu, va començar com a suplent, en aquest cas de Rosegui. A mitjan any, el porter argentí es va lesionar i Almunia va aprofitar l'oportunitat de forma excel·lent, acabant l'any com a titular indiscutible, amb un total de 24 partits a primera divisió.

### Arsenal

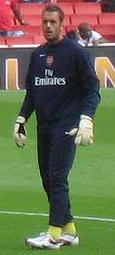
Almunia amb l'Arsenal FC el 2006.

La bona temporada a l'Albacete va propiciar que l'Arsenal FC s'hi fixés. Des de llavors (temporada 2004/05) Manuel Almunia milità en l'equip londinenc juntament amb el veterà Jens Lehmann.
Va aconseguir la titularitat durant un temps, però una sèrie de pressions internes van retornar l'alemany a la titularitat. El fet de perdre la titularitat va ser motiu de polèmiques en el si del conjunt dels gunners.
El 17 de maig del 2006 va ser un dels grans dies assenyalats en el currículum de Manuel Almunia, ja que durant la final de la Champions disputada en l'estadi parisenc de Sant Denis entre FC Barcelona i Arsenal FC, Lehmann va ser expulsat i Almunia va ocupar el marc anglès durant bona part del partit, que tanmateix perderen.
La temporada 2007/08 fou el porter titular de l'Arsenal FC deixant en la banqueta Jens Lehmann, a causa d'una sèrie d'errors imperdonables que li havien fet perdre la confiança del tècnic Arsene Wenger.